# Pacouria
Genre
Classification APG III (2009)
Synonymes
- Landolphia P. Beauv.[1]

Pacouria est un genre de lianes sud-américains, appartenant à la famille des Apocynaceae, et comptant entre 3 et 24 espèces.
L'espèce type est Pacouria guianensis Aubl..
Pacouria serait un équivalent néotropical du genre paléotropical Landolphia P. Beauv., mais certains considèrent qu'il en serait un simple synonyme.

## Description
Pacouria regroupe des lianes à axes robustes, souvent terminés en vrille, et produisant un latex blanc.
Les espèces du genre Pacouria présentent un mécanisme de grimpe relativement peu commun : elles s'accrochent grâce à l'enroulement de leurs pédoncules et de leurs inflorescences.
Les feuilles sont opposées.
Les inflorescences terminales ou axillaires, sont des panicules de fleurs groupées.
Les fleurs comportent cinq étamines. Les anthères sont détachées du sommet du style.
L'ovaire est un syncarpe à une seule loge contenant 10-36 ovules disposés sur 2 placentas : la placentation est pariétale.
Les fruits sont comestibles.
Les graines contiennent une embryon cordé, et une petite radicule.

## Protologue

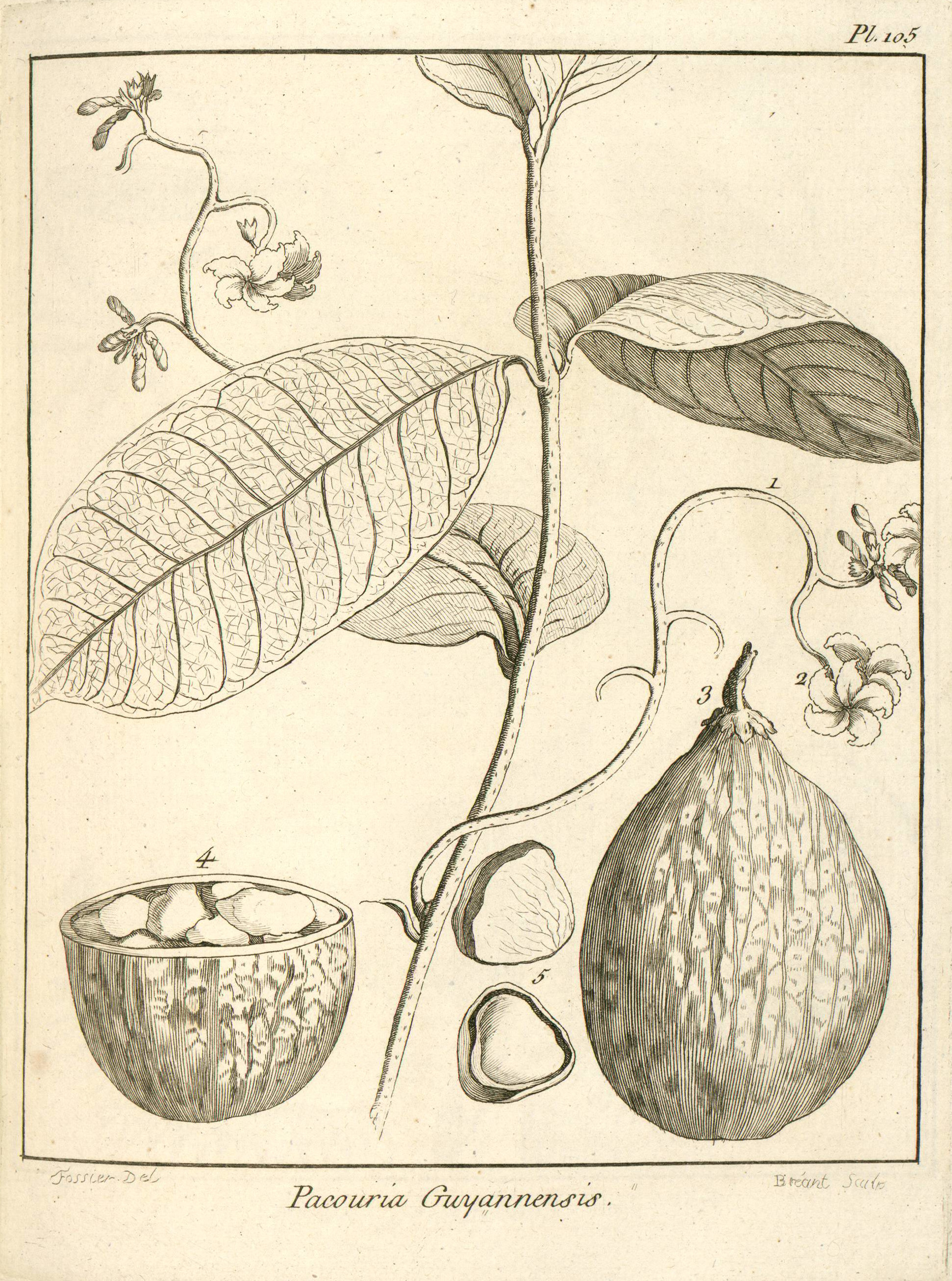
Pacouria guianensis par Aublet (1775) :
Planche 105. - 1. Grappe de fleurs. - 2. Corolle. - 3. Baie. - 4. Baie couple en travers. - 5. Semence.

En 1775, le botaniste Aublet propose le protologue suivant : 
« Pacouria. (Tabula 105.)
CAL. Perianthium monophyllum, quinquepartitum ; laciniis ſubrotundis, carnoſis, acutis.
COR. monopetala, flava ; tubus brevis, receptaculo piſtilli inſertus ; limbus quinquefidus, lobis ſubrotundis, undulatis, mutuò incumbentibus.
STAM. Filament à quinque, breviſſima, tubo verſus baſim inſerta. Antheræ cuſpidatæ.
PIST. Germen ſubrotundum. Stylus brevis, tetragonus. Stigma craſſum, capitato-ovatum, ſtriatum, orbiculo piano inſidens, ad apicem bicuſpidatum.
PER. Bacca flava, carnoſa, craſſa, ampla, unilocularis, piriformis, intùs puloſa.

SEM. plurima, craſſa, duriſſima, in pulpâ flavâ, odoris grati nidulantia. »
— Fusée-Aublet, 1775.

## Espèces
Selon World Flora Online (WFO) (17 janvier 2022) :
- Pacouria boliviensis (Markgr.) A.Chev., 1946
- Pacouria guianensis Aubl., 1775
- Pacouria paraensis (Huber) Pichon, 1948

- Pacouria grisea Pichon, 1948
- Pacouria gudara Buch.-Ham. ex Wall., 1831

Selon GBIF (02 février 2024) :
- Pacouria boliviensis (Markgr.) A.Chev.
- Pacouria grisea Pichon
- Pacouria gudara Buch.-Ham. ex Wall.
- Pacouria guianensis Aubl.
- Pacouria paraensis (Huber) Pichon

Selon Tropicos (02 février 2024) (Attention liste brute contenant possiblement des synonymes) :
- Pacouria amoena (Hua) Pichon, 1948
- Pacouria angustifolia (K. Schum. ex Engl.) Kuntze, 1903
- Pacouria boliviensis (Markgr.) A. Chev., 1948
- Pacouria caillei (A. Chev.) Roberty, 1953
- Pacouria capensis (Oliv.) S. Moore, 1903
- Pacouria comorensis (Bojer ex A. DC.) Roberty, 1953
- Pacouria crassifolia (K. Schum.) Hiern, 1898
- Pacouria cymulosa (Benth.) Roberty, 1953
- Pacouria dubia (Lassia) Pichon, 1948
- Pacouria dulcis (Sabine ex G. Don) Roberty, 1953
- Pacouria echinata (A. Chev.) Pichon, 1948
- Pacouria florida (Benth.) Hiern, 1898
- Pacouria grisea Pichon, 1948
- Pacouria gudara Buch.-Ham. ex Wall., 1831
- Pacouria guianensis Aubl., 1775
- Pacouria lucida (K. Schum.) Kuntze, 1903
- Pacouria owariensis (P. Beauv.) Hiern, 1898
- Pacouria paraensis (Huber) Pichon, 1948
- Pacouria parvifolia (K. Schum.) Hiern, 1898
- Pacouria petersiana (Klotzsch) S. Moore, 1905
- Pacouria pyriformis (Pierre) Pichon, 1948
- Pacouria robusta (Pierre) Pichon, 1948
- Pacouria roxburghii Kostel.
- Pacouria scandens (Schumach. & Thonn.) Pichon, 1948